# 加斯科内德河

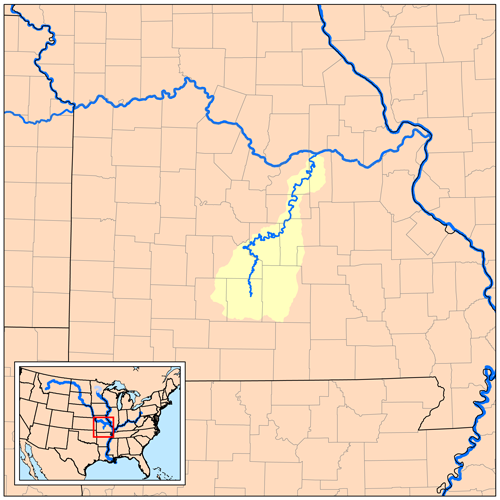
加斯科内德河流域图

加斯科内德河（英語：Gasconade River）是一条位于美国密蘇里州中南部的河流，长约280英里（450）。
加斯科内德河起源于賴特縣哈特维尔奥沙克山东南麓，向北偏东北方向流经拉克利德縣、普瓦斯基縣、費爾普斯縣、瑪麗縣、歐塞奇縣和加斯科內德縣，通过马克·吐温国家森林，最终在加斯科内德县加斯科内德镇附近流入密苏里河。